# ダン郡 (ノースダコタ州)
ダン郡（英: Dunn County）は、アメリカ合衆国ノースダコタ州の西部に位置する郡である。2010年国勢調査での人口は3,536人であり、2000年の3,600人から1.8％減少した。郡庁所在地はマニング（人口74人）であり、同郡で人口最大の自治体はキルディア市（人口751人）である。

## 歴史
ダン郡は1883年にダコタ準州議会が創設し、郡名はノースダコタで初のドラッグストアを開店し、ビスマークの歴史の初期で市民と商業の指導者だったジョン・ピアット・ダンに因んで名付けられた。郡政府は1908年2月10日に初めて組織化され、郡庁所在地はその時以来一貫してマニングにある。

## 地理
アメリカ合衆国国勢調査局に拠れば、郡域全面積は2,082平方マイル (5,392.4 km2)であり、このうち陸地は2,010平方マイル (5,205.9 km2)、水域は73平方マイル (189.1 km2)で水域率は3.49％である。
ダン郡はノースダコタ州西部の郡の中ではいくらか特異な存在である。この地域の他の郡と同様にプレーリーと悪地の両方がある。郡域の北西部にはキルディア山脈があるが、正確には丘陵部である。これら丘陵がリトルミズーリ悪地の南縁にある小生態系を作っており、ノースダコタ州南西部に通常見られるよりも非常に多くのアスペンの森や野生生物が生息している。
郡の北西隅はキルディア山脈北西部でもあり、丘陵部の北側斜面にかなりの広さのバーオークの森がある。バーオークとアメリカヤマナラシはノースダコタの原産だが、州西部には稀であり、ダン郡が大きな例外である。

### 主要高規格道路
- ノースダコタ州道8号線
- ノースダコタ州道22号線
- ノースダコタ州道200号線

### 隣接する郡
- マウントレイル郡 - 北
- マクレーン郡 - 北東
- マーサー郡 - 東
- スターク郡 - 南
- ビリングス郡 - 南西
- マッケンジー郡 - 北西

### 国立保護地域
- イロ湖国立野生生物保護区

## 人口動態
以下は2000年の国勢調査による人口統計データである。
| 基礎データ - 人口: 3,600人 - 世帯数: 1,378 世帯 - 家族数: 986 家族 - 人口密度: 1人/km2（2人/mi2） - 住居数: 1,965軒 - 住居密度: 0軒/km2（1軒/mi2） 人種別人口構成 - 白人: 86.58% - アフリカン・アメリカン: 0.03% - ネイティブ・アメリカン: 12.44% - アジア人: 0.08% - 混血: 0.86% - ヒスパニック・ラテン系: 075% 先祖による構成 - ドイツ系：43.2％ - ノルウェー系：16.6％ 年齢別人口構成 - 18歳未満: 27.4% - 18-24歳: 5.8% - 25-44歳: 23.6% - 45-64歳: 25.9% - 65歳以上: 17.4% - 年齢の中央値: 41歳 - 性比（女性100人あたり男性の人口） - 総人口: 104.2 - 18歳以上: 103.6 | 世帯と家族（対世帯数） - 18歳未満の子供がいる: 32.0% - 結婚・同居している夫婦: 60.3% - 未婚・離婚・死別女性が世帯主: 7.2% - 非家族世帯: 28.4% - 単身世帯: 25.3% - 65歳以上の老人1人暮らし: 12.3% - 平均構成人数 - 世帯: 2.57人 - 家族: 3.11人 収入と家計 - 収入の中央値 - 世帯: 30,015米ドル - 家族: 34,405米ドル - 性別 - 男性: 26,226米ドル - 女性: 17,143米ドル - 人口1人あたり収入: 14,624米ドル - 貧困線以下 - 対人口: 17.5% - 対家族数: 13.8% - 18歳未満: 21.7% - 65歳以上: 14.2% |

## 都市と町

### 都市
- ドッジ
- ダンセンター
- ハリディ
- キルディア

注: ノースダコタ州の法人化された自治体は、その大きさに拠らず全て「市」になる

### その他の町
- ハーシュビル
- マニング - 郡庁所在地
- マーシャル
- ツインビューツ

### 郡区
- マニング

## 観光地
- キルディア山脈
- キルディア山脈国立戦場跡